# Коатликуэ (звезда)
Коатликуэ — неофициальное название гипотетической звезды, которая, взорвавшись как сверхновая, могла дать начало Солнцу и Солнечной системе в целом. Судя по всему, масса этого объекта по меньшей мере в 30 раз превышала солнечную и на стадии главной последовательности его сильные ветры уплотнили газ локальной туманности, предположительно породив сотни звёзд, включая наше Солнце. Выводы о существовании и характеристиках массивной «прародительницы» были сделаны на основании обнаруженного в метеоритах изотопа алюминий-26, который, вероятно, образовался в её недрах.

## Название
Неофициальное название (по имени матери Солнца в мифологии ацтеков) было предложено в 2012 году астрофизиками Матье Гунелем и Жоржем Менэ, авторами статьи «По вымершим короткоживущим радионуклидам в метеоритах раскрыта генеалогия Солнечной системы», опубликованной в журнале «Astronomy & Astrophysics».